# Список Героев Социалистического Труда (Травкин — Тяпкина)
Эта страница является частью списка Героев Социалистического Труда и перечисляет в алфавитном порядке лиц, удостоенных звания Героя Социалистического Труда, чьи фамилии начинаются с буквы «Т», от Травкин до Тяпкина.
- Список не включает дважды и трижды Героев Социалистического Труда, а также лиц, лишённых этого звания.
- Список содержит информацию о датах жизни, роде деятельности и дате присвоения звания Героя.
- Герои, удостоенные звания посмертно, выделены в списке  серым цветом .
- Герои, сменившие фамилию после присвоения звания, приводятся в списках дважды, при этом строка с новой фамилией выделяется  бежевым цветом  и не имеет номера.

## Список людей, фамилии которых начинаются с «Т»
| Навигационная таблица | Навигационная таблица   |
| --------------------- | ----------------------- |
| «Т»                   | Табагуа — Теэ           |
| «Т»                   | Тивирикина — Тощевикова |
| «Т»                   | Травкин — Тяпкина       |

| №          | Фамилия, имя, отчество            | Даты жизни              | Деятельность | Дата присвоения | ГС         |
| ---------- | --------------------------------- | ----------------------- | --- | --------------- | ---------- |
| 1          | Травкин Николай Ильич             | род. 19.03.1946         | Управляющий трестом «Мособлсельстрой-18» Главмособлстроя при исполнительном комитете Московского областного Совета народных депутатов                                                                                                | 17.10.1986      | [ ГС 1 ]   |
| 2          | Травников Иван Васильевич         | 22.01.1922 — 02.07.1986 | Слесарь-лекальщик Свердловского машиностроительного завода имени М. И. Калинина Министерства авиационной промышленности СССР | 26.04.1971      | [ ГС 2 ]   |
| 3          | Трайнин Пётр Афанасьевич          | 18.06.1909 — 09.08.1978 | Старший механик зернового совхоза «Галля-Арал» Министерства совхозов СССР, Галля-Аральский район Самаркандской области | 26.04.1948      | [ ГС 3 ]   |
| 4          | Траксель Эдуард Георгиевич        | род. 1929               | Комбайнёр колхоза имени Калинина Келлеровского района Кокчетавской области | 19.02.1981      | [ ГС 4 ]   |
| 5          | Трапаидзе Алфесий Семёнович       | 1904 — ????             | Директор Урекского совхоза Министерства сельского хозяйства СССР, Махарадзевский район Грузинской ССР | 05.07.1949      | [ ГС 5 ]   |
| 6          | Трапаидзе Владимир Семёнович      | 20.09.1911 — 1994       | Секретарь Хулойского районного комитета Компартии (большевиков) Грузии, Аджарская АССР | 03.05.1949      | [ ГС 6 ]   |
| 7          | Трапезников Александр Иванович    | 31.03.1912 — 07.01.2006 | Директор каракулеводческого совхоза «Уч-Аджи» Министерства внешней торговли СССР, Байрам-Алийский район Марыйской области | 15.09.1948      | [ ГС 7 ]   |
| 8          | Трапезников Вадим Александрович   | 28.11.1905 — 15.08.1994 | Директор Института автоматики и телемеханики, первый заместитель председателя Государственного комитета по науке и технике, академик Академии наук СССР, гор. Москва                                                                 | 27.11.1965      | [ ГС 8 ]   |
| 9          | Трапезников Виктор Матвеевич      | 15.03.1932 — 11.11.2000 | Бригадир колхоза имени Ленина Петропавловского района Алтайского края | 30.07.1985      | [ ГС 9 ]   |
| 10         | Трапезникова Ксения Петровна      | 1918—1981               | Бригадир колхоза имени Ленина Фалёнского района Кировской области | 07.03.1960      | [ ГС 10 ]  |
| 11         | Трафимович Татьяна Ивановна       | 28.01.1930 — 11.11.2016 | Доярка племзавода «Носовичи» Добрушского района Гомельской области | 06.09.1973      | [ ГС 11 ]  |
| 12         | Трашинский Николай Сергеевич      | 1919 — ????             | Бригадир колхоза «Новый путь» Чуйского района Джамбулской области | 10.12.1973      | [ ГС 12 ]  |
| 13         | Трашков Яков Фёдорович            | 1923 — 06.09.1995       | Слесарь-инструментальщик Резекненского завода доильных установок Министерства тракторного и сельскохозяйственного машиностроения СССР, Латвийская ССР                                                                                | 05.04.1971      |            |
| 13.000001  | Трашкова Таисья Дементьевна       | 12.08.1924 — 13.12.2005 | Звеньевая Алейского свеклосовхоза Министерства пищевой промышленности СССР, Алейский район Алтайского края | 14.05.1948      | [ ГС 13 ]  |
| 14         | Требунский Михаил Кузьмич         | 1898 — 25.05.1967       | Комбайнёр Петуховской МТС Курганской области | 24.05.1952      | [ ГС 14 ]  |
| 15         | Требухин Леонид Петрович          | 1925 — 26.11.1989       | Бригадир электриков завода № 84 имени В. П. Чкалова Совнархоза Узбекской ССР, гор. Ташкент | 28.05.1960      | [ ГС 15 ]  |
| 16         | Трегубов Алексей Иванович         | 07.05.1912 — 28.08.1993 | Главный инженер строительного района на строительстве Куйбышевской гидроэлектростанции | 09.08.1958      | [ ГС 16 ]  |
| 17         | Трегубов Иван Иванович            | 17.12.1911 — 09.11.1993 | Слесарь Омского нефтеперерабатывающего завода Министерства нефтеперерабатывающей и нефтехимической промышленности СССР | 28.05.1966      | [ ГС 17 ]  |
| 18         | Тремасов Николай Фёдорович        | 10.01.1923 — 15.09.1995 | Тракторист Чукальской МТС Козловского района Мордовской АССР | 01.07.1950      | [ ГС 18 ]  |
| 19         | Трененков Иван Алексеевич         | 21.02.1936 — 04.12.2003 | Бригадир совхоза «Ижевский» Вишневского района Целиноградской области | 06.06.1984      | [ ГС 19 ]  |
| 20         | Треножкина Анна Фёдоровна         | 1915 — ????             | Звеньевая свиноводческого совхоза имени Калинина Министерства совхозов СССР, Сталинская область | 13.03.1948      | [ ГС 20 ]  |
| 21         | Третьяк Анатолий Григорьевич      | 20.08.1928 — 31.08.1989 | Капитан теплохода «Лениногорск» Черноморского морского пароходства Министерства морского флота СССР, гор. Одесса | 09.08.1963      | [ ГС 21 ]  |
| 22         | Третьяк Генрих Михайлович         | 29.06.1937 — 22.01.2024 | Председатель колхоза имени Ломоносова Ляховичского района Брестской области | 17.08.1988      | [ ГС 22 ]  |
| 23         | Третьяк Иван Моисеевич            | 20.02.1923 — 03.05.2007 | Командующий войсками Краснознамённого Дальневосточного военного округа, генерал армии, гор. Хабаровск | 16.02.1982      | [ ГС 23 ]  |
| 23.000002  | Третьяк Раиса Михайловна          | 20.01.1926 — 17.11.2001 | Бригадир комплексной бригады стройучастка № 3 треста «Ставропольхимстрой» Ставропольского совнархоза | 07.03.1960      | [ ГС 24 ]  |
| 24         | Третьяков Анатолий Тихонович      | 21.06.1899 — 19.07.1978 | Директор Московского авиационного завода № 1 Народного комиссариата авиационной промышленности, гор. Москва | 08.09.1941      | [ ГС 25 ]  |
| 25         | Третьяков Аркадий Алексеевич      | 1917 — ????             | Бригадир тракторной бригады Прокопьевской МТС Кемеровской области | 25.02.1949      | [ ГС 26 ]  |
| 26         | Третьяков Георгий Фёдорович       | род. 1920               | Слесарь цеха № 31 Ленинградского Северного завода Министерства авиационной промышленности СССР | 26.04.1971      |            |
| 27         | Третьяков Михаил Иванович         | 02.06.1931 — 24.11.1984 | Бригадир колхоза «Кубань» Усть-Лабинского района Краснодарского края | 07.12.1973      | [ ГС 27 ]  |
| 28         | Третьяков Николай Петрович        | 01.12.1928 — 08.04.2002 | Горнорабочий очистного забоя шахтоуправления № 4—5 «Дарьевское» треста «Фрунзеуголь» комбината «Донбассантрацит» Министерства угольной промышленности Украинской ССР, Луганская область                                              | 29.06.1966      | [ ГС 28 ]  |
| 29         | Третьяков Пётр Евсеевич           | род. 1931               | Бригадир судосборщиков Черноморского судостроительного завода Министерства судостроительной промышленности СССР, гор. Николаев | 29.08.1969      |            |
| 30         | Третьяков Трофим Михайлович       | 1914—1977               | Комбайнёр Выселковской МТС Краснодарского края | 20.05.1952      |            |
| 31         | Третьякова Екатерина Степановна   | 11.01.1920 — 27.01.1994 | Звеньевая колхоза «Новая жизнь» Минусинского района Красноярского края | 21.02.1949      | [ ГС 29 ]  |
| 32         | Третьякова Елена Ивановна         | 07.09.1908 — 07.09.1993 | Секретарь Ленинского райкома ВКП(б), Московская область | 05.10.1950      | [ ГС 30 ]  |
| 33         | Третьякова Ксения Фёдоровна       | 1921—1982               | Звеньевая колхоза «Совнарком» Верхне-Баканского района Краснодарского края | 11.07.1950      | [ ГС 31 ]  |
| 34         | Третьякова Мария Николаевна       | 1912—1992               | Мастер Ставропольского управления строительства и ремонта автомобильных дорог Министерства автомобильного транспорта и шоссейных дорог РСФСР                                                                                         | 05.10.1966      | [ ГС 32 ]  |
| 35         | Третьякова Текла Константиновна   | 1924 — ????             | Доярка совхоза «Московский» Купянского района Харьковской области | 22.03.1966      | [ ГС 33 ]  |
| 36         | Треушников Михаил Иванович        | 31.12.1914 — 16.12.2001 | Председатель колхоза имени Куйбышева Городецкого района Горьковской области | 30.04.1966      | [ ГС 34 ]  |
| 37         | Трёшников Алексей Фёдорович       | 14.04.1914 — 18.11.1991 | Научный сотрудник Всесоюзного Арктического института Главного управления Северного морского пути, океанограф и начальник отряда научной арктической экспедиции «Север-4», гор. Ленинград                                             | 06.12.1949      | [ ГС 35 ]  |
| 38         | Трещёв Фёдор Иванович             | 21.07.1921 — 03.03.2006 | Директор Вятско-Полянского машиностроительного завода «Молот» Министерства оборонной промышленности СССР, Кировская область | 10.03.1981      | [ ГС 36 ]  |
| 39         | Трещёва Елена Фёдоровна           | 1919 — ????             | Звеньевая виноградарского совхоза «Терек» Министерства пищевой промышленности СССР, Будённовский район Ставропольского края | 16.10.1950      | [ ГС 37 ]  |
| 40         | Трибой Вера Кирилловна            | 07.08.1931 — 12.10.1982 | Бригадир колхоза «Бируинца» Страшенского района Молдавской ССР | 30.04.1966      | [ ГС 38 ]  |
| 41         | Трибунская Прасковья Павловна     | 29.07.1927 — 14.12.2020 | Бригадир совхоза «Фёдоровский» Тосненского района Ленинградской области | 08.04.1971      | [ ГС 39 ]  |
| 42         | Тригуб Надежда Миновна            | 30.01.1925 — ????       | Звеньевая колхоза «Червоный лан» Коломакского района Харьковской области | 16.02.1948      | [ ГС 40 ]  |
| 43         | Тригубович Олимпиада Адамовна     | 14.10.1914 — 13.04.1993 | Свинарка совхоза «Крыница» Копыльского района Минской области | 22.03.1966      | [ ГС 41 ]  |
| 44         | Тризно Фёдор Иванович             | 01.03.1900 — 01.07.1967 | Старший зоотехник молочного племенного совхоза «Лесные Поляны» Министерства совхозов СССР, Пушкинский район Московской области | 09.10.1949      | [ ГС 42 ]  |
| 45         | Трирог Матрёна Никитовна          | 16.12.1916 — 13.08.2007 | Звеньевая колхоза «Большевик» Полтавского района Полтавской области | 16.02.1948      | [ ГС 43 ]  |
| 46         | Трисичев Яков Андреевич           | 1912 — ????             | Забойщик шахты Кочегарка треста «Горловскуголь» Министерства угольной промышленности Украинской ССР, Сталинская область | 26.04.1957      | [ ГС 44 ]  |
| 47         | Трифонов Василий Алексеевич       | 1926 — 19.01.1999       | Бригадир колхоза имени XX съезда КПСС Кировского района Ставропольского края | 07.12.1973      | [ ГС 45 ]  |
| 48         | Трифонов Михаил Лаврентьевич      | 24.11.1921 — 12.08.1999 | Бригадир сборщиков-клепальщиков Дальневосточного машиностроительного завода Министерства авиационной промышленности СССР, Хабаровский край                                                                                           | 16.01.1974      | [ ГС 46 ]  |
| 49         | Трифонова Евдокия Ивановна        | 19.03.1928 — 12.12.2007 | Вязальщица трикотажной фабрики «Ригас адитайс» Министерства лёгкой промышленности Латвийской ССР, гор. Рига | 05.04.1971      | [ ГС 47 ]  |
| 50         | Трифонова Наталья Ивановна        | 15.08.1918 — 25.03.1994 | Бригадир совхоза «Прогресс» Милославского района Рязанской области | 08.04.1971      | [ ГС 48 ]  |
| 51         | Троицкий Александр Фёдорович      | 29.07.1925 — 04.03.2014 | Председатель колхоза «Красный Октябрь» Любимского района Ярославской области | 05.12.1985      | [ ГС 49 ]  |
| 52         | Троицкий Ювеналий Леонидович      | 24.06.1914 — 03.11.1985 | Заместитель главного конструктора Государственного союзного конструкторского бюро специального машиностроения (Спецмаш) Государственного комитета Совета Министров СССР по оборонной технике, гор. Москва                            | 17.06.1961      | [ ГС 50 ]  |
| 53         | Тромса Фёдор Николаевич           | 1914 — ????             | Председатель колхоза «40 рокив Жовтня» Васильковского района Киевской области | 31.12.1965      |            |
| 54         | Тронь Василий Игнатьевич          | род. 1925               | Председатель колхоза имени XXII съезда КПСС Радеховского района Львовской области | 08.04.1971      |            |
| 55         | Тропников Николай Иванович        | 18.01.1926 — ????       | Бригадир водителей Главмосавтотранса исполнительного комитета Московского городского Совета депутатов трудящихся | 07.09.1976      | [ ГС 51 ]  |
| 56         | Трофименков Николай Иванович      | 30.09.1894 — 01.10.1978 | Старший агроном семеноводческого совхоза «Кубань» Министерства совхозов СССР, Гулькевичский район Краснодарского края | 06.04.1948      | [ ГС 52 ]  |
| 57         | Трофимов Василий Григорьевич      | 26.04.1920 — 23.04.1988 | Бригадир экскаваторщиков рудника «Мирный» треста «Якуталмаз» Северо-Восточного совнархоза, Якутская АССР | 24.01.1964      | [ ГС 53 ]  |
| 58         | Трофимов Виктор Ерофеевич         | 15.08.1931 — 26.12.1997 | Проходчик горных выработок шахтоуправления № 3 комбината «Орджоникидзеуголь» Министерства угольной промышленности Украинской ССР, Донецкая область                                                                                   | 30.03.1971      | [ ГС 54 ]  |
| 59         | Трофимов Кирилл Николаевич        | 09.01.1921 — 19.10.1987 | Начальник 6-го Управления — заместитель начальника связи Вооружённых Сил СССР, генерал-лейтенант-инженер, гор. Москва | 27.01.1981      | [ ГС 55 ]  |
| 60         | Трофимов Константин Герасимович   | 16.04.1923 — 25.05.1988 | Директор совхоза «Талызинский» Сеченовского района Горьковской области | 08.04.1971      | [ ГС 56 ]  |
| 61         | Трофимов Николай Николаевич       | 1911—1993               | Машинист врубовой машины шахты № 2 комбината «Тулауголь» Министерства угольной промышленности западных районов СССР, Тульская область                                                                                                | 28.08.1948      | [ ГС 57 ]  |
| 62         | Трофимов Николай Трофимович       | 17.11.1916 — ????       | Бригадир судосборщиков Адмиралтейского судостроительного завода Министерства судостроительной промышленности СССР, гор. Ленинград | 25.07.1966      | [ ГС 58 ]  |
| 62.000003  | Трофимова Валентина Александровна | 09.06.1928 — 03.01.1997 | Доярка племенного молочного совхоза «Караваево» Костромского района Костромской области | 03.12.1951      | [ ГС 59 ]  |
| 63         | Трофимова Варвара Петровна        | 25.08.1911 — 07.10.1990 | Доярка совхоза «Якутский» Вилюйского района Якутской АССР | 07.03.1960      | [ ГС 60 ]  |
| 64         | Трофимук Андрей Алексеевич        | 16.08.1911 — 24.03.1999 | Главный геолог треста Башнефтекомбината Народного Комиссариата нефтяной промышленности СССР, Башкирская АССР | 24.01.1944      | [ ГС 61 ]  |
| 65         | Трофимюк Александра Михайловна    | 02.02.1930 — 31.07.2000 | Свинарка колхоза имени XIX съезда КПСС Локачинского района Волынской области | 22.03.1966      | [ ГС 62 ]  |
| 66         | Трохимчук Степан Максимович       | 22.12.1921 — 20.10.2003 | Председатель колхоза «Нова перемога» Любарского района Житомирской области | 24.12.1976      | [ ГС 63 ]  |
| 67         | Троценко Николай Архипович        | 13.12.1918 — 05.12.1995 | Комбайнёр Татарской МТС Черлакского района Омской области | 11.01.1957      | [ ГС 64 ]  |
| 68         | Троцкая Надежда Васильевна        | 09.08.1927 — 22.11.1992 | Звеньевая Пивненковского свеклосовхоза Министерства пищевой промышленности СССР, Тростянецкий район Сумской области | 30.04.1948      | [ ГС 65 ]  |
| 68.000004  | Трошилова Анастасия Сергеевна     | 1919 — ????             | Звеньевая Кисловского свеклосовхоза Министерства пищевой промышленности СССР, Купянский район Харьковской области | 30.04.1948      |            |
| 69         | Трояков Василий Алексеевич        | 28.03.1937 — 12.03.2018 | Тракторист совхоза имени Ломоносова Боровского района Кустанайской области | 13.12.1972      | [ ГС 66 ]  |
| 70         | Троян Григорий Иванович           | род. 1926               | Председатель колхоза имени Чапаева Недригайловского района Сумской области | 08.04.1971      |            |
| 71         | Троян Полина Ефимовна             | 15.04.1914 — 24.06.1993 | Звеньевая колхоза «Згода» Перещепинского района Днепропетровской области | 16.02.1948      | [ ГС 67 ]  |
| 72         | Троянова Агния Ефимовна           | 21.03.1907 — 05.11.1986 | Старший мастер консервного завода рыбокомбината «Тафуин» Главприморрыбпрома Приморского совнархоза | 02.03.1957      | [ ГС 68 ]  |
| 73         | Труба Юрий Васильевич             | 1927 — ????             | Бригадир колхоза «40 лет Октября» Ленинского района Актюбинской области | 19.04.1967      | [ ГС 69 ]  |
| 74         | Трубачёва Мария Ивановна          | 28.11.1929 — 10.12.2007 | Токарь Ульяновского автомобильного завода | 07.03.1960      | [ ГС 70 ]  |
| 75         | Трубилин Иван Тимофеевич          | 25.02.1931 — 08.12.2014 | Ректор Кубанского сельскохозяйственного института, Краснодарский край | 30.04.1991      | [ ГС 71 ]  |
| 76         | Трубина Прасковья Васильевна      | 15.101924 — 04.01.2003  | Звеньевая колхоза имени Красных партизан Курагинского района Красноярского края | 21.02.1949      | [ ГС 72 ]  |
| 77         | Трубицин Илья Александрович       | 26.07.1920 — 03.02.1980 | Управляющий отделением опытного хозяйства «Михайловское» Ставропольского научно-исследовательского института сельского хозяйства, Шпаковский район Ставропольского края                                                              | 23.06.1966      | [ ГС 73 ]  |
| 78         | Трубицын Евгений Георгиевич       | 29.10.1911 — 02.03.1986 | Министр автомобильного транспорта РСФСР, гор. Москва | 02.04.1981      | [ ГС 74 ]  |
| 79         | Трубчанинов Егор Арсентьевич      | 1909—1964               | Звеньевой колхоза имени Молотова Иволгинского аймака Бурят-Монгольской АССР | 29.03.1948      | [ ГС 75 ]  |
| 80         | Трунов Юрий Вадимович             | род. 14.01.1938         | Первый заместитель генерального конструктора Научно-исследовательского института автоматики и приборостроения Научно-производственного объединения автоматики и приборостроения Министерства общего машиностроения СССР, гор. Москва | 30.12.1990      | [ ГС 76 ]  |
| 81         | Трусевский Яков Андреевич         | 1896—1971               | Капитан океанского сейнера «Жданов» рыбокомбината «Путятин» Главприморрыбпрома, Приморский край | 02.03.1957      | [ ГС 77 ]  |
| 82         | Трусковская Надежда Степановна    | 14.10.1922 — 13.05.2007 | Звеньевая колхоза «Новая жизнь» Кореличского района Гродненской области | 30.04.1966      | [ ГС 78 ]  |
| 83         | Трусов Михаил Иванович            | 06.07.1929 — 18.07.1998 | Главный агроном совхоза «Мирный» Железинского района Павлодарской области | 19.02.1981      | [ ГС 79 ]  |
| 84         | Трусов Яков Александрович         | 13.03.1902 — 21.09.1983 | Бригадир колхоза «Красная Поляна» Новосокольнического района Псковской области | 30.04.1966      | [ ГС 80 ]  |
| 85         | Трусова Татьяна Тимофеевна        | 24.12.1916 — 03.01.1987 | Телятница совхоза «Красный маяк» Лужского района Ленинградской области | 22.03.1966      | [ ГС 81 ]  |
| 86         | Трусь Михаил Захарович            | 19.08.1918 — 20.04.2015 | Бригадир колхоза «Зоря комунизму» Тростянецкого района Винницкой области | 30.04.1966      | [ ГС 82 ]  |
| 87         | Трутнев Юрий Алексеевич           | 02.11.1927 — 06.08.2021 | Научный сотрудник КБ-11 Министерства среднего машиностроения СССР, Горьковская область | 07.03.1962      | [ ГС 83 ]  |
| 88         | Труфанов Владимир Алексеевич      | 06.11.1931 — ????       | Составитель поездов станции Никитовка Донецкой железной дороги, Донецкая область | 05.03.1976      | [ ГС 84 ]  |
| 89         | Труфанов Фёдор Михайлович         | 25.10.1922 — 19.07.1999 | Бригадир полеводческой бригады колхоза «Красное Знамя» Пристенского района Курской области | 08.04.1971      | [ ГС 85 ]  |
| 90         | Труфанова Прасковья Тихоновна     | 26.10.1918 — 13.09.1997 | Трактористка колхоза «Ленинец» Сальского района Ростовской области | 23.06.1966      | [ ГС 86 ]  |
| 91         | Трухан Варвара Ивановна           | 1925 — ????             | Аппаратчица Киевского завода минеральных удобрений Киевского совнархоза | 07.03.1960      | [ ГС 87 ]  |
| 92         | Трухин Пётр Михайлович            | 17.02.1906 — 29.06.1996 | Главный инженер комбината «Челябинскуголь» Министерства угольной промышленности восточных районов СССР, Челябинская область | 28.08.1948      | [ ГС 88 ]  |
| 93         | Труш Василий Иванович             | 24.03.1918 — 04.10.2001 | Бригадир колхоза «Россия» Лохвицкого района Полтавской области | 23.06.1966      | [ ГС 89 ]  |
| 94         | Трушкин Сергей Фёдорович          | 1923 — 03.1999          | Слесарь Московского завода точных измерительных приборов «Тизприбор» Министерства приборостроения, средств автоматизации и систем управления СССР                                                                                    | 20.04.1971      | [ ГС 90 ]  |
| 95         | Тубденов Шагжи Убарданович        | 1902 — ????             | Бригадир колхоза имени Калинина Курумканского аймака Бурят-Монгольской АССР | 29.03.1948      | [ ГС 91 ]  |
| 96         | Туваков Мамед                     | 1914 — ????             | Звеньевой колхоза имени Тельмана Ленинского района Ташаузской области | 21.07.1950      | [ ГС 92 ]  |
| 97         | Тугамбаев Амир                    | 1905 — ????             | Старший табунщик колхоза имени Чкалова Таласского района Джамбулской области | 23.07.1948      | [ ГС 93 ]  |
| 98         | Тугеев Борис Владимирович         | 23.05.1921 — 1982       | Токарь завода «Большевик» Министерства общего машиностроения СССР, гор. Ленинград | 16.01.1974      | [ ГС 94 ]  |
| 98.000005  | Туголукова Зинаида Георгиевна     | род. 1929               | Рабочая семеноводческого совхоза «Лабинский» Министерства совхозов СССР, Лабинский район Краснодарского края | 17.08.1950      |            |
| 99         | Тугутов Буда-Цырен Тугутович      | 1890—1970               | Бригадир колхоза имени Молотова Иволгинского аймака Бурят-Монгольской АССР | 29.03.1948      | [ ГС 95 ]  |
| 100        | Тугуши Владимир Гигоевич          | 1895 — ????             | Агроном колхоза имени Чарквиани Махарадзевского района Грузинской ССР | 05.07.1951      | [ ГС 96 ]  |
| 101        | Тугуши Нели Кирилловна            | род. 1928               | Колхозница колхоза имени Советских Героев Ланчхутского района Грузинской ССР | 29.08.1949      | [ ГС 97 ]  |
| 102        | Тугуши Тамара Куприановна         | 1919 — ????             | Звеньевая колхоза «Ахалгазрда Комунисти» Махарадзевского района Грузинской ССР | 29.08.1949      | [ ГС 98 ]  |
| 102.000006 | Туз Лидия Терентьевна             | 1928 — ????             | Рабочая Насакиральского совхоза Министерства сельского хозяйства СССР, Махарадзевский район Грузинской ССР | 01.09.1951      | [ ГС 99 ]  |
| 103        | Тузлов Михаил Иванович            | 09.02.1925 — ????       | Первый секретарь Комратского райкома Компартии Молдавии | 08.04.1971      | [ ГС 100 ] |
| 104        | Тузов Леонид Петрович             | род. 1930               | Бригадир комплексной бригады Джезказганского горнометаллургического комбината Карагандинского совнархоза | 09.06.1961      | [ ГС 101 ] |
| 105        | Тузовский Иван Дементьевич        | 10.10.1900 — 27.01.1978 | Проходчик шахты № 2 Абашевская треста «Кузнецкшахтострой» Министерства строительства топливных предприятий СССР, Кемеровская область                                                                                                 | 28.08.1948      | [ ГС 102 ] |
| 106        | Туй Эрих Августович               | род. 1928               | Бригадир комплексной бригады Кохтла-Ярвеского строительного треста, Эстонская ССР | 11.08.1966      |            |
| 107        | Туйкин Фёдор Иванович             | 10.05.1923 — 03.12.1997 | Зоотехник колхоза «Панфиловский» Муромского района Владимирской области | 17.06.1949      | [ ГС 103 ] |
| 108        | Туйтебаева Нурмаш                 | 1937 — ????             | Звеньевая колхоза «40 лет Октября» Свердловского района Джамбулской области | 08.04.1971      | [ ГС 104 ] |
| 109        | Туйчиева Михриниса                | род. 1924               | Звеньевая хлопкового совхоза «Дальверзин» № 1 Министерства совхозов СССР, Бекабадский район Ташкентской области | 26.04.1948      |            |
| 110        | Тукенов Нурлыгаин Тукенович       | 09.05.1912 — 27.11.1973 | Начальник Южно-Казахстанского геологического управления Министерства геологии Казахской ССР, Джамбулская область | 04.07.1966      | [ ГС 105 ] |
| 111        | Туланова Айзада                   | 1925 — ????             | Доярка совхоза «Савай» Кургантепинского района Андижанской области | 08.04.1971      | [ ГС 106 ] |
| 112        | Туланова Турдыхон                 | 1912 — ????             | Звеньевая колхоза «Коммунизм» Кокташского района Сталинабадской области | 01.03.1948      |            |
| 113        | Тулба Андрей Дмитриевич           | 27.11.1913 — 18.10.1983 | Директор совхоза имени XXIII съезда КПСС Фёдоровского района Кустанайской области | 08.04.1971      | [ ГС 107 ] |
| 114        | Тулегенов Мухамадий               | 1899—1987               | Старший табунщик мясного совхоза «Большевик» Министерства совхозов СССР, Кокпектинский район Семипалатинской области | 23.07.1948      | [ ГС 108 ] |
| 115        | Тулегенова Бибигуль Ахметовна     | род. 16.12.1929         | Солистка оперы Казахского государственного академического театра оперы и балета имени Абая, гор. Алма-Ата | 21.12.1991      | [ ГС 109 ] |
| 116        | Тулендинова Зиякуль               | 1922 — ????             | Вальцовщица Алма-Атинской кондитерской фабрики Министерства пищевой промышленности Казахской ССР | 21.07.1966      | [ ГС 110 ] |
| 117        | Тулендыев Дуечи                   | 1906 — ????             | Старший чабан каракулеводческого совхоза «Сараджинский» Министерства внешней торговли СССР, Тахта-Базарский район Марыйской области                                                                                                  | 15.09.1948      |            |
| 118        | Туленов Ашим                      | 1886—1975               | Старший чабан колхоза «Жанбике» Байганинского района Актюбинской области | 23.07.1948      | [ ГС 111 ] |
| 119        | Тулепов Алшен                     | 1885 — 21.02.1985       | Старший чабан колхоза «Акчелек» Кзыл-Кугинского района Гурьевской области | 23.07.1948      | [ ГС 112 ] |
| 120        | Тулепов Килиш                     | 15.09.1900 — 26.04.1992 | Старший чабан совхоза «Сагызский» Байганинского района Актюбинской области | 22.03.1966      | [ ГС 113 ] |
| 121        | Тулеубеков Рахимгали              | род. 1927               | Директор совхоза «Жарбулакский» Маканчинского района Семипалатинской области | 08.04.1971      | [ ГС 114 ] |
| 122        | Тулик Савета Григорьевна          | род. 1932               | Доярка колхоза «Память Ильича» Новоселицкого района Черновицкой области | 06.09.1973      | [ ГС 115 ] |
| 123        | Тулюбаев Жакан                    | 1888 — ????             | Старший табунщик мясного совхоза «Арыктинский» Министерства совхозов СССР, Кургальджинский район Акмолинской области | 23.07.1948      | [ ГС 116 ] |
| 124        | Туляков Иван Иванович             | 30.03.1914 — 10.02.2001 | Бригадир монтажников конструкций треста «Моспроммонтаж» Главмосстроя Мосгорисполкома, гор. Москва | 07.05.1971      | [ ГС 117 ] |
| 125        | Туманов Александр Георгиевич      | 11.01.1912 — 29.11.1984 | Начальник Всесоюзного промышленного объединения «Укргазпром» Министерства газовой промышленности СССР, гор. Киев | 02.03.1981      | [ ГС 118 ] |
| 126        | Туманов Александр Дмитриевич      | 04.07.1923 — 24.05.1991 | Директор Чимкентского цементного завода имени В. И. Ленина Министерства промышленности строительных материалов Казахской ССР | 28.07.1966      | [ ГС 119 ] |
| 127        | Туманов Александр Родионович      | 31.03.1919 — 30.09.2008 | Начальник цеха Новосибирского электровакуумного завода Министерства электронной промышленности СССР | 29.07.1966      | [ ГС 120 ] |
| 128        | Туманов Евгений Николаевич        | 16.06.1929 — 13.01.1998 | Бригадир электросварщиков Новочеркасского электровозостроительного завода Министерства электротехнической промышленности СССР, Ростовская область                                                                                    | 20.04.1971      | [ ГС 121 ] |
| 129        | Туманов Константин Иванович       | род. 15.09.1931         | Машинист экскаватора прииска «Комсомольский» объединения «Северовостокзолото» Министерства цветной металлургии СССР, Чаунский район Чукотского национального округа Магаданской области                                              | 30.03.1971      | [ ГС 122 ] |
| 130        | Туманова Анастасия Устиновна      | 1909 — ????             | Доярка подсобного хозяйства «Первомайское» хозяйственного управления Комитета государственной безопасности при Совете Министров СССР, Ленинский район Московской области                                                             | 05.08.1954      |            |
| 131        | Туманова Мария Ивановна           | 28.12.1915 — 28.05.2004 | Учительница Калининской начальной школы Палласовского района Волгоградской области | 01.07.1968      | [ ГС 123 ] |
| 132        | Туманский Сергей Константинович   | 21.05.1901 — 09.09.1973 | Генеральный конструктор авиационных двигателей Опытно-конструкторского бюро № 300 Министерства авиационной промышленности СССР, Московская область                                                                                   | 12.07.1957      | [ ГС 124 ] |
| 133        | Туманюк Прасковья Архиповна       | 13.11.1913 — 03.05.1988 | Звеньевая колхоза имени Кирова Олишевского района Черниговской области | 23.04.1952      | [ ГС 125 ] |
| 134        | Туманян Степан Левонович          | 26.03.1921 — 01.10.1984 | Директор Ереванского химического комбината имени С. М. Кирова Министерства химической промышленности СССР, Армянская ССР | 20.04.1971      | [ ГС 126 ] |
| 135        | Тумасян Бениамин Акопович         | 17.10.1925 — 24.01.2012 | Генеральный директор производственного объединения «Луйс» Министерства электротехнической промышленности СССР, гор. Ереван Армянской ССР                                                                                             | 10.06.1986      | [ ГС 127 ] |
| 136        | Тумурова Дарья Касьяновна         | 10.06.1924 — 10.09.2021 | Мотальщица Улан-Удэнской тонкосуконной фабрики имени 25-летия Бурятской АССР Министерства лёгкой промышленности РСФСР, Бурятская АССР                                                                                                | 05.04.1971      | [ ГС 128 ] |
| 137        | Тунгатарова Кулай                 | 1919 — ????             | Звеньевая колхоза «Бель-Басар» Чуйского района Джамбулской области | 28.03.1948      | [ ГС 129 ] |
| 138        | Тунгия Гуджа Павлович             | 1911 — ????             | Звеньевой колхоза имени Берия Гальского района Абхазской АССР | 21.02.1948      | [ ГС 130 ] |
| 139        | Тунгия Никандро Елизбарович       | 1909 — ????             | Звеньевой колхоза имени Дзигуа Гальского района Абхазской АССР | 21.02.1948      | [ ГС 131 ] |
| 140        | Тунелев Алексей Архипович         | 1905 — ????             | Звеньевой колхоза имени Шаумяна, гор. Кизляр Грозненской области | 12.07.1950      | [ ГС 132 ] |
| 141        | Тунян Мелик Смбатович             | 1936—1970               | Старший чабан колхоза села Хндзореск Горисского района Армянской ССР | 22.03.1966      | [ ГС 133 ] |
| 142        | Тупеко Николай Григорьевич        | 1931—1984               | Бригадир полеводческой бригады колхоза «Большевик» Большемуртинского района Красноярского края | 08.04.1971      | [ ГС 134 ] |
| 143        | Тупиков Василий Логинович         | 14.03.1913 — 01.12.1985 | Гарпунёр китобойного судна «Выдержанный» флотилии «Советская Украина», Одесская область | 12.12.1960      | [ ГС 135 ] |
| 144        | Тупицин Иван Николаевич           | 25.02.1923 — 19.03.2008 | Бригадир электролинейщиков механизированной колонны № 71 треста «Средазэлектросетьстрой» Министерства энергетики и электрификации СССР, Ташкентская область                                                                          | 20.04.1971      | [ ГС 136 ] |
| 145        | Тупицын Григорий Михайлович       | 04.11.1918 — 10.11.1994 | Токарь-расточник Уссурийского машиностроительного завода Министерства машиностроения для лёгкой и пищевой промышленности и бытовых приборов СССР, Приморский край                                                                    | 20.04.1971      | [ ГС 137 ] |
| 146        | Туполев Алексей Андреевич         | 20.05.1925 — 12.05.2001 | Главный конструктор Московского машиностроительного завода «Опыт» Министерства авиационной промышленности СССР | 22.09.1972      | [ ГС 138 ] |
| 147        | Тупольский Прокофий Яковлевич     | 20.06.1927 — 14.12.1997 | Чабан племзавода «Советское руно» Ипатовского района Ставропольского края | 06.09.1973      | [ ГС 139 ] |
| 148        | Тур Василий Захарович             | 21.08.1919 — 13.07.1986 | Председатель колхоза имени Татарбунарского восстания Татарбунарского района Одесской области | 22.03.1966      | [ ГС 140 ] |
| 149        | Тур Пётр Григорьевич              | 17.12.1922 — 1999       | Заведующий производственным участком колхоза имени Ленина Новогрудского района Гродненской области | 08.04.1971      | [ ГС 141 ] |
| 150        | Тураев Рахматулла                 | род. 1934               | Механизатор совхоза имени Ульянова Усман-Юсуповского района Кашкадарьинской области | 26.02.1981      |            |
| 151        | Туранбаев Сатылган                | 1912 — ????             | Звеньевой свекловодческого звена колхоза «Берлик-Устем» Чуйского района Джамбулской области | 28.03.1948      | [ ГС 142 ] |
| 152        | Туранов Тилля                     | 1898 — ????             | Звеньевой колхоза имени Ворошилова Янги-Юльского района Ташкентской области | 19.03.1947      | [ ГС 143 ] |
| 153        | Турапов Абдулла                   | род. 1929               | Бригадир колхоза «Иттифак» Нарпайского района Самаркандской области | 08.04.1971      |            |
| 154        | Турапов Иноят                     | род. 1932               | Первый секретарь Каттакурганского райкома Компартии Узбекистана, Самаркандская область | 26.02.1981      | [ ГС 144 ] |
| 155        | Тураров Турабай                   | 1876 — 08.1949          | Старший табунщик колхоза «Красный Джеменей» Зайсанского района Восточно-Казахстанской области | 23.07.1948      | [ ГС 145 ] |
| 156        | Турбай Григорий Автономович       | 10.07.1904 — 05.10.1992 | Секретарь Близнюковского райкома Компартии (большевиков) Украины, Харьковская область | 07.05.1948      | [ ГС 146 ] |
| 157        | Турбин Анатолий Ефимович          | 01.05.1933 — 14.09.2010 | Командир корабля Ан-12 Магаданского управления гражданской авиации Министерства гражданской авиации СССР | 09.02.1973      | [ ГС 147 ] |
| 158        | Тургамбаев Айтмагамбет            | 1928—1989               | Тракторист совхоза «Восток» Каркаралинского района Карагандинской области | 19.04.1967      | [ ГС 148 ] |
| 159        | Тургамбаев Шурембай               | 1916 — ????             | Председатель колхоза имени Абая Пахтааральского района Сырдарьинской области | 08.04.1971      | [ ГС 149 ] |
| 160        | Турген-оол Александр Каранмеевич  | 1922—1971               | Заведующий Тандинским районным отделом сельского хозяйства, Тувинская автономная область | 10.06.1949      | [ ГС 150 ] |
| 161        | Тургимбаев Рыскулбек              | 1912 — ????             | Старший чабан колхоза «Кенес-Тюбе» Таласского района Джамбулской области | 23.07.1948      |            |
| 162        | Тургумбаев Аманжол Тургумбаевич   | 1913 — 06.02.1987       | Управляющий отделением Меркенского свеклосовхоза Министерства пищевой промышленности СССР, Меркенский район Джамбулской области | 08.05.1948      | [ ГС 151 ] |
| 163        | Тургумбаев Кабидолла Кублан-Улы   | 02.01.1930 — 09.07.1997 | Бывший директор совхоза «Целинный» имени 50-летия Октябрьской революции Семиозёрного района Кустанайской области | 19.02.1981      | [ ГС 152 ] |
| 164        | Тургунбаев Кожахмет               | 1901 — ????             | Старший чабан совхоза имени Тимирязева Джизакского района Самаркандской области | 06.08.1958      | [ ГС 153 ] |
| 165        | Тургунов Байман Тургунович        | 03.05.1927 — 15.03.1986 | Главный агроном племенного завода «Мамлютский» Мамлютского района Северо-Казахстанской области | 10.12.1973      | [ ГС 154 ] |
| 166        | Тургунов Юлдашбай                 | 1901—1978               | Бригадир колхоза «Кызыл-Шарк» Карасуйского района Ошской области | 26.03.1948      | [ ГС 155 ] |
| 167        | Турдалиев Табарак                 | 1915 — ????             | Машинист экскаватора строительного управления «Чирчикхимстрой» стройтреста № 160, Ташкентская область | 01.03.1965      | [ ГС 156 ] |
| 168        | Турдимуратов Бабамурат            | 1909—1993               | Председатель колхоза «Коммунизм» Шаартузского района Таджикской ССР | 03.04.1965      | [ ГС 157 ] |
| 169        | Турдубаева Бурулбубу              | род. 1931               | Старший чабан колхоза «Бирдик» Ак-Талинского района Киргизской ССР | 22.03.1966      | [ ГС 158 ] |
| 170        | Турдуев Келдибай                  | 10.03.1940 — 20.11.2020 | Бригадир совхоза «Кок-Джар» Наукатского района Ошской области | 07.05.1991      | [ ГС 159 ] |
| 171        | Турдуев Султаназар                | 1924 — ????             | Звеньевой колхоза «Эркин-Тоо» Узгенского района Ошской области | 16.05.1949      | [ ГС 160 ] |
| 172        | Турдыбаев Абдугаппар              | 1894 — ????             | Председатель колхоза «Сталинград» Тюря-Курганского района Наманганской области | 11.01.1957      | [ ГС 161 ] |
| 173        | Турдыбаев Бобо                    | 06.01.1900 — 18.02.1971 | Председатель колхоза «Коминтерн» Пролетарского района Ленинабадской области | 01.03.1948      |            |
| 174        | Турдыбеков Пулат                  | 1893—1961               | Старший конюх колхоза имени Молотова Бостандыкского района Южно-Казахстанской области | 12.07.1949      | [ ГС 162 ] |
| 175        | Турдыев Турсун                    | 1906 — ????             | Председатель исполкома Тюря-Курганского районного Совета депутатов трудящихся Наманганской области | 11.01.1957      | [ ГС 163 ] |
| 176        | Турдыев Усманали                  | 1889 — ????             | Полевод колхоза имени Сталина Андижанского района Андижанской области | 07.05.1951      |            |
| 177        | Турдыев Холмурад                  | 1911 — ????             | Председатель колхоза имени Хрущёва Курган-Тюбинского района Таджикской ССР | 17.01.1957      |            |
| 178        | Турегельдин Пшен                  | 1875—1948               | Старший табунщик колхоза «Коминтерн» Иргизского района Актюбинской области | 23.07.1948      | [ ГС 164 ] |
| 179        | Турениязов Садык                  | 1912 — ????             | Бригадир полеводческой бригады колхоза имени Орджоникидзе Шаббазского района Кара-Калпакской АССР | 11.01.1957      | [ ГС 165 ] |
| 180        | Туржанбаев Керимбек               | 1910—1991               | Заведующий фермой колхоза «Бырлестык» Джезказганского района Карагандинской области | 23.07.1948      | [ ГС 166 ] |
| 181        | Туржанов Шаден                    | 1886 — ????             | Старший чабан колхоза имени Карла Маркса Урдинского района Западно-Казахстанской области | 23.07.1948      | [ ГС 167 ] |
| 182        | Турик Николай Антонович           | 1913 — 1998             | Директор Ворошиловградского тепловозостроительного завода имени Октябрьской революции Министерства тяжёлого, энергетического и транспортного машиностроения СССР                                                                     | 05.04.1971      | [ ГС 168 ] |
| 182.000007 | Турка Валия Августовна            | род. 1931               | Бригадир птицеводческой фермы совхоза «Болупе» Балвского района Латвийской ССР | 08.04.1971      |            |
| 183        | Туркин Алексей Фёдорович          | 11.10.1914 — 09.01.1978 | Начальник цеха Орского нефтеперерабатывающего завода имени В. П. Чкалова Министерства нефтеперерабатывающей и нефтехимической промышленности СССР, Оренбургская область                                                              | 20.04.1971      | [ ГС 169 ] |
| 184        | Туркин Василий Михайлович         | 22.04.1922 — 25.05.1978 | Тракторист Тукачевского леспромхоза Юсьвинского района Коми-Пермяцкого национального округа | 05.10.1957      | [ ГС 170 ] |
| 185        | Туркин Виктор Петрович            | 04.08.1927 — 16.04.2008 | Токарь Свердловского завода электроавтоматики Министерства радиопромышленности СССР | 26.04.1971      | [ ГС 171 ] |
| 186        | Туркин Ураз                       | 1895—1973               | Старший чабан колхоза «Ногайты» Байганинского района Актюбинской области | 07.10.1949      | [ ГС 172 ] |
| 187        | Туркишвили Парнаоз Гаврилович     | род. 1930               | Бригадир арматурщиков завода железобетонных изделий № 2 треста «Грузсельстройиндустрия» Министерства сельского строительства Грузинской ССР                                                                                          | 05.03.1976      | [ ГС 173 ] |
| 188        | Турков Роман Анисимович           | 14.10.1901 — 09.12.1976 | Директор завода № 88 Государственного комитета Совета Министров СССР по оборонной технике, Московская область | 17.06.1961      | [ ГС 174 ] |
| 189        | Турку Анисия Алексеевна           | 1932—1982               | Звеньевая табаководческой бригады колхоза имени Карла Маркса Лазовского района Молдавской ССР | 08.04.1971      |            |
| 190        | Турлыбаев Елеусин                 | 1900 — ????             | Старший чабан колхоза «Ак-Тюбе» Таласского района Джамбулской области | 23.07.1948      | [ ГС 175 ] |
| 191        | Турлюн Николай Васильевич         | 04.12.1904 — 14.06.1968 | Бригадир совхоза «Кизлярский» Кизлярского района Дагестанской АССР | 27.11.1965      | [ ГС 176 ] |
| 192        | Турманов Абжан                    | 1882 — ????             | Старший чабан колхоза «Кзыл-Кога» Тургайского района Кустанайской области | 23.07.1948      | [ ГС 177 ] |
| 193        | Турнус Орест Григорьевич          | род. 18.02.1932         | Бригадир операторов автоматических линий Ивано-Франковской мебельной фабрики Министерства лесной и деревообрабатываюшей промышленности Украинской ССР                                                                                | 14.11.1989      |            |
| 194        | Туробов Шариф                     | 1936 — 04.01.2004       | Механик-водитель хлопкоуборочной машины совхоза имени Турдыева Московского района Таджикской ССР | 14.12.1972      | [ ГС 178 ] |
| 195        | Туров Николай Андреевич           | 19.02.1930 — 01.08.2021 | Бригадир каменщиков строительно-монтажного управления № 4 треста № 1 «Саратовхимтяжстрой» Министерства строительства предприятий тяжёлой индустрии СССР, гор. Саратов                                                                | 08.01.1974      | [ ГС 179 ] |
| 196        | Турок Василий Иванович            | 18.02.1920 — 01.07.1982 | Директор семеноводческо-свекловодческого совхоза «Рубцовский» Рубцовского района Алтайского края | 10.03.1976      | [ ГС 180 ] |
| 197        | Турпанова Вера Петровна           | 03.10.1919 — 31.08.1987 | Машинист турбины Луганской ГРЭС Донбассэнерго Министерства энергетики и электрификации Украинской ССР, Луганская область | 04.10.1966      | [ ГС 181 ] |
| 198        | Турсун-Заде Мирзо                 | 02.05.1911 — 24.09.1977 | Председатель правления Союза писателей Таджикской ССР, секретарь правления Союза писателей СССР, академик Академии наук Таджикской ССР, народный поэт Таджикской ССР, гор. Душанбе                                                   | 23.02.1967      | [ ГС 182 ] |
| 199        | Турсунов Амон                     | 1915 — ????             | Овощевод колхоза «Москва» Самаркандского района Самаркандской области | 10.12.1973      |            |
| 200        | Турсунов Истам                    | род. 1930               | Бригадир колхоза имени Нариманова Ромитанского района Бухарской области | 26.02.1981      | [ ГС 183 ] |
| 201        | Турсунов Шанияз                   | род. 1932               | Бригадир колхоза имени Ленина Каттакурганкого района Самаркандской области | 20.02.1978      | [ ГС 184 ] |
| 202        | Турубанов Яков Викентьевич        | 09.05.1900 — 14.09.1970 | Начальник лесопункта Заозерского леспромхоза Коми АССР | 05.10.1957      | [ ГС 185 ] |
| 203        | Турукина Надежда Павловна         | 30.09.1903 — 10.02.1975 | Доярка овощного совхоза «Бодрое» Министерства мясной и молочной промышленности СССР, Сокольнический район гор. Москвы | 03.09.1949      | [ ГС 186 ] |
| 204        | Турунтаева Мария Сергеевна        | 10.10.1926 — 08.01.2025 | Доярка колхоза «Путь к коммунизму» Апастовского района Татарской АССР | 08.04.1971      | [ ГС 187 ] |
| 205        | Турчак Варвара Дмитриевна         | 28.01.1930 — 29.10.2000 | Бригадир комплексной бригады треста «Киевгорстрой-4», гор. Киев | 07.05.1971      | [ ГС 188 ] |
| 206        | Турчак Стефан Васильевич          | 28.02.1938 — 23.11.1988 | Главный дирижёр Государственного академического театра оперы и балета Украинской ССР имени Т. Г. Шевченко, народный артист СССР, гор. Киев                                                                                           | 26.02.1988      | [ ГС 189 ] |
| 207        | Турченков Николай Степанович      | 18.12.1922 — 06.09.1996 | Мастер Бийского мелькомбината, Алтайский край | 19.04.1967      | [ ГС 190 ] |
| 208        | Турымбетов Утенияз                | 1926 — 10.1995          | Бригадир совхоза «Маданият» Тахтакупырского района Каракалпакской АССР | 23.06.1966      | [ ГС 191 ] |
| 209        | Турышев Иван Павлович             | 07.09.1931 — 05.01.2014 | Машинист тепловоза Койгородского леспромхоза Министерства лесной, целлюлозно-бумажной и деревообрабатывающей промышленности СССР, Коми АССР                                                                                          | 17.09.1966      | [ ГС 192 ] |
| 210        | Тутарашвили Гиви Михайлович       | род. 1931               | Колхозник колхоза имени Ленина села Меоре-Свири Зестафонского района Грузинской ССР | 08.04.1971      |            |
| 211        | Тутиков Григорий Яковлевич        | 1907 — 30.01.1971       | Директор Бауманского совхоза Атбасарского района Акмолинской области | 11.01.1957      | [ ГС 193 ] |
| 212        | Туткышбаев Ажимбек                | 1893 — ????             | Старший чабан колхоза имени Амангельды Таласского района Джамбулской области | 12.07.1949      | [ ГС 194 ] |
| 213        | Тутова Харитина Фёдоровна         | 1919 — ????             | Звеньевая Ново-Ивановского свеклосовхоза Министерства пищевой промышленности СССР, Близнюковский район Харьковской области | 30.04.1948      |            |
| 214        | Тутунару Мария Карповна           | род. 1938               | Звеньевая колхоза «Молдова» Страшенского района Молдавской ССР | 07.03.1960      | [ ГС 195 ] |
| 215        | Тухарь Григорий Семёнович         | 10.01.1921 — ????       | Бригадир тракторной бригады колхоза «Путь Ильича» Флорештского района Молдавской ССР | 08.04.1971      | [ ГС 196 ] |
| 216        | Тухватуллин Якуб Зайнуллович      | 08.06.1923 — 16.08.2010 | Мастер Уфимской ТЭЦ № 2 Башкирэнерго Министерства энергетики и электрификации СССР, Башкирская АССР | 04.10.1966      | [ ГС 197 ] |
| 217        | Тухтаназаров Ташпулат             | 1906 — ????             | Председатель колхоза имени Ленина Ахунбабаевского района Ферганской области | 11.01.1957      | [ ГС 198 ] |
| 218        | Тухтасынов Сайдазим               | 1926 — ????             | Бригадир полеводческой бригады колхоза имени Сталина Багдадского района Ферганской области | 11.01.1957      | [ ГС 199 ] |
| 219        | Тучин Георгий Ильич               | 06.05.1932 — 23.06.2011 | Проходчик горных выработок шахты «Томусинская № 5—6» имени Л. Д. Шевякова комбината «Южкузбассуголь» Министерства угольной промышленности СССР, Кемеровская область                                                                  | 30.03.1971      | [ ГС 200 ] |
| 220        | Тучинов Гармажап Дабаевич         | 01.12.1929 — 16.02.2001 | Бригадир проходчиков шахты 2/5 Гусиноозёрского рудоуправления Селенгинского аймака Бурятской АССР | 03.07.1959      | [ ГС 201 ] |
| 221        | Тучкевич Владимир Максимович      | 29.12.1904 — 24.07.1997 | Директор Физико-технического института имени Иоффе Академии наук СССР, академик АН СССР, гор. Ленинград | 28.12.1984      | [ ГС 202 ] |
| 222        | Туякбаев Тулепберген              | 1904—1980               | Председатель колхоза имени Энгельса Сузакского района Южно-Казахстанской области | 23.07.1948      | [ ГС 203 ] |
| 223        | Тхайцухов Юрий Хаджиметович       | 18.02.1928 — 2007       | Председатель колхоза «Россия» Гиагинского района Адыгейской автономной области | 07.12.1973      | [ ГС 204 ] |
| 224        | Тхакахов Башир Хабижевич          | 09.05.1927 — 10.11.1983 | Председатель колхоза «Красный Кавказ» Баксанского района Кабардино-Балкарской АССР | 07.12.1973      | [ ГС 205 ] |
| 225        | Тхелидзе Георгий Кириллович       | 1916 — ????             | Бригадир колхоза «Цители схиви» Лашиского сельсовета Орджоникидзевского района Грузинской ССР | 05.09.1950      | [ ГС 206 ] |
| 226        | Тхелидзе Ерастий Абесаломович     | 1924 — ????             | Звеньевой колхоза «Цители схиви» Лашиского сельсовета Орджоникидзевского района Грузинской ССР | 09.08.1949      | [ ГС 207 ] |
| 227        | Тыква Григорий Иванович           | 27.11.1928 — 15.02.1977 | Горный мастер шахты № 10 рудоуправления имени Орджоникидзе треста «Никополь-Марганец» Днепропетровского совнархоза | 19.07.1958      | [ ГС 208 ] |
| 228        | Тыккозов Азимбай                  | 1888—1976               | Старший чабан колхоза «Бырлестык» Джезказганского района Карагандинской области | 23.07.1948      | [ ГС 209 ] |
| 229        | Тымкив Степан Онуфриевич          | род. 1925               | Оператор по добыче газа Стрыйского газопромыслового управления Министерства газовой промышленности СССР, Львовская область | 01.07.1966      |            |
| 230        | Тымко Анна Ивановна               | 01.01.1911 — ????       | Звеньевая колхоза имени Дзержинского Ровенского района Ровенской области | 27.05.1952      | [ ГС 210 ] |
| 231        | Тымунь Николай Алексеевич         | род. 03.02.1940         | Бригадир хозрасчётной укрупнённой комплексной бригады Одесского морского торгового порта Министерства морского флота СССР | 20.07.1984      |            |
| 232        | Тынаев Джамак Мамбетович          | род. 1933               | Старший чабан Оргочорской опытной станции по овцеводству Джеты-Огузского района Иссык-Кульской области | 16.03.1981      | [ ГС 211 ] |
| 233        | Тынынбаев Сартай Какимович        | 10.08.1935 — 13.10.2016 | Комбайнёр колхоза имени Чапаева Фёдоровского района Кустанайской области | 13.12.1972      | [ ГС 212 ] |
| 234        | Тыртышный Владимир Степанович     | 1929—1986               | Старшина водолазной станции строительного управления № 490 треста «Дальморгидрострой» Министерства транспортного строительства СССР, Приморский край                                                                                 | 07.05.1971      | [ ГС 213 ] |
| 235        | Тыртышный Дмитрий Егорович        | 15.06.1911 — 30.05.1998 | Бригадир тракторной бригады Фастовецкой МТС Тихорецкого района Краснодарского края | 04.06.1949      | [ ГС 214 ] |
| 236        | Тытыш Иван Прокопьевич            | 19.01.1918 — 07.10.1989 | Бригадир тракторной бригады МТС имени Володарского, гор. Ульяновск | 14.05.1948      | [ ГС 215 ] |
| 237        | Тычина Павел Григорьевич          | 27.01.1891 — 16.09.1967 | Поэт, академик Академии наук Украинской ССР, гор. Киев | 23.02.1967      | [ ГС 216 ] |
| 238        | Тышковец Акулина Алексеевна       | 01.05.1919 — 18.01.1987 | Звеньевая колхоза «Жовтень» Владимирецкого района Ровенской области | 30.04.1966      | [ ГС 217 ] |
| 239        | Тыщенко Иван Акимович             | 08.11.1925 — 31.01.2014 | Директор плодовиноградарского совхоза «Капланбек» Министерства пищевой промышленности Казахской ССР, Сарыагашский район Чимкентской области                                                                                          | 26.04.1971      | [ ГС 218 ] |
| 240        | Тыщенко Мария Григорьевна         | 1917 — ????             | Звеньевая свеклосовхоза имени К. Маркса Министерства пищевой промышленности СССР, Долинский район Кировоградской области | 12.09.1949      |            |
| 241        | Тюгина Людмила Александровна      | 26.03.1937 — 26.09.2002 | Регулировщица Горьковского телевизионного завода Министерства радиопромышленности СССР | 16.01.1974      | [ ГС 219 ] |
| 242        | Тюков Трифон Петрович             | 01.02.1913 — 30.09.1984 | Машинист турбины Ферганской ТЭЦ имени В. И. Ленина Министерства энергетики и электрификации СССР | 20.04.1971      | [ ГС 220 ] |
| 243        | Тюкова Анна Игнатьевна            | 15.03.1916 — 30.10.1979 | Доярка совхоза имени X лет Октября Щёлковского района Московской области | 22.03.1966      | [ ГС 221 ] |
| 244        | Тюлебеков Касым Хажибаевич        | 31.10.1935 — 03.09.2014 | Первый секретарь Булаевского райкома Компартии Казахстана, Северо-Казахстанская область | 19.02.1981      | [ ГС 222 ] |
| 245        | Тюлебердиев Океш                  | 1904 — 05.03.1972       | Председатель колхоза «Джаны-Джылдыз» Пржевальского района Иссык-Кульской области | 15.02.1957      | [ ГС 223 ] |
| 246        | Тюлин Георгий Александрович       | 09.12.1914 — 22.04.1990 | Директор Государственного союзного головного научно-исследовательского института № 88 Государственного комитета Совета Министров СССР по оборонной технике, генерал-майор инженерно-технической службы, Московская область           | 17.06.1961      | [ ГС 224 ] |
| 247        | Тюлина Екатерина Давыдовна        | 12.11.1903 — 18.04.1993 | Заведующая молочно-товарной фермой колхоза «Красное знамя» Пителинского района Рязанской области | 08.01.1960      | [ ГС 225 ] |
| 248        | Тюмебаев Мухамеджан Тюмебаевич    | 28.12.1909 — 03.09.1977 | Директор овцеводческого совхоза «Тургенский» Министерства совхозов СССР, Энбекши-Казахский район Алма-Атинской области | 23.07.1948      | [ ГС 226 ] |
| 249        | Тюменов Намазалы                  | род. 15.12.1927         | Бригадир плотников Балыкчинского строительно-монтажного управления треста «Чуйпромстрой» Министерства строительства Киргизской ССР                                                                                                   | 07.05.1971      | [ ГС 227 ] |
| 250        | Тюнин Николай Андриянович         | 03.09.1931 — 23.06.1995 | Старший машинист экскаватора специализированного управления № 45 треста «Строймеханизация» Министерства строительства предприятий нефтяной и газовой промышленности СССР, гор. Бугульма Татарской АССР                               | 12.05.1977      | [ ГС 228 ] |
| 251        | Тюпко Валентин Афанасьевич        | 1928 — ????             | Бригадир тракторно-полеводческой бригады Среднеазиатской машиноиспытательной станции, Янги-Юльский район Ташкентской области | 25.12.1959      | [ ГС 229 ] |
| 252        | Тюренков Александр Ефимович       | 1910—1971               | Забойщик шахты имени Калинина комбината «Артёмуголь» Министерства угольной промышленности западных районов СССР, Сталинская область                                                                                                  | 28.08.1948      | [ ГС 230 ] |
| 253        | Тюриков Вячеслав Васильевич       | 08.10.1929 — 17.07.2010 | Старший плавильщик Запорожского завода ферросплавов Министерства чёрной металлургии Украинской ССР | 22.03.1966      | [ ГС 231 ] |
| 254        | Тюрин Николай Максимович          | 08.11.1923 — 29.12.1990 | Директор совхоза «Родоманово» Гагаринского района Смоленской области | 11.12.1973      | [ ГС 232 ] |
| 255        | Тютрин Фёдор Степанович           | 07.09.1911 — 04.07.1994 | Проходчик шахты имени Кирова треста «Черемховуголь» комбината «Востсибуголь» Министерства угольной промышленности СССР, Иркутская область                                                                                            | 26.04.1957      | [ ГС 233 ] |
| 256        | Тютюнжиев Христофор Артемьевич    | 25.09.1920 — 09.03.2000 | Слесарь-механик завода при Научно-исследовательском институте «Фонон» Министерства электронной промышленности СССР, гор. Москва | 26.04.1971      | [ ГС 234 ] |
| 257        | Тютюньков Павел Парфёнович        | 1918 — 02.03.1986       | Тракторист совхоза «Ждановский» Шемонаихинского района Восточно-Казахстанской области | 19.04.1967      | [ ГС 235 ] |
| 258        | Тютюшкин Семён Фокович            | 16.04.1901 — 25.11.1980 | Машинист-инструктор колонны паровозов № 12 специального резерва Народного комиссариата путей сообщения СССР, Сталинградская область                                                                                                  | 05.11.1943      | [ ГС 236 ] |
| 259        | Тюфаева Антонина Степановна       | 14.03.1913 — 04.01.1996 | Первый секретарь Кировского райкома КПСС, гор. Москва | 26.04.1971      | [ ГС 237 ] |
| 260        | Тюфтяков Павел Трофимович         | 1911—1964               | Управляющий отделением совхоза «Целинский» Министерства совхозов СССР, Целинский район Ростовской области | 03.04.1948      | [ ГС 238 ] |
| 261        | Тягно Иван Иванович               | 06.10.1937 — 03.03.2017 | Механизатор колхоза имени Ленина Краснокутского района Харьковской области | 08.12.1973      | [ ГС 239 ] |
| 262        | Тяка Никифор Иванович             | род. 1932               | Звеньевой колхоза имени Ленина Чимишлийского района Молдавской ССР | 23.06.1966      |            |
| 263        | Тялина Мария Филипповна           | 10.12.1918 — 30.07.1997 | Заведующая Ржаксинским сортоучастком Государственной комиссии по сортоиспытанию сельскохозяйственных культур, Тамбовская область | 11.12.1973      | [ ГС 240 ] |
| 264        | Тян Гым-Чер                       | 29.07.1916 — 21.01.1999 | Агроном колхоза «Авангард» Чиилийского района Кзыл-Ординской области | 20.05.1949      | [ ГС 241 ] |
| 265        | Тяпкин Дмитрий Иванович           | 10.01.1932 — 03.06.1992 | Бригадир совхоза «Сростинский» Бийского района Алтайского края | 10.05.1988      | [ ГС 242 ] |
| 266        | Тяпкин Фёдор Фёдорович            | 18.09.1915 — 17.07.1979 | Начальник группы инженеров команды технической разведки 115-го восстановительного железнодорожного батальона 47-й отдельной железнодорожной бригады, техник-лейтенант                                                                | 05.11.1943      | [ ГС 243 ] |
| 267        | Тяпкина Антонина Яковлевна        | 08.11.1930 — 28.05.2003 | Доярка племенного молочного совхоза «Караваево» Министерства совхозов СССР, Костромской район Костромской области | 12.07.1949      | [ ГС 244 ] |
| 268        | Тяпкина Евдокия Васильевна        | 13.08.1915 — ????       | Доярка молочного совхоза «Шуйский» Министерства совхозов СССР, Междуреченский район Вологодской области | 21.07.1950      | [ ГС 245 ] |
| 268.000008 | Тяпкина Лилия Николаевна          | 22.05.1930 — 11.11.2004 | Скотница племенного молочного совхоза «Караваево» Министерства совхозов СССР, Костромской район Костромской области | 16.10.1950      | [ ГС 246 ] |

| Навигационная таблица | Навигационная таблица   |
| --------------------- | ----------------------- |
| «Т»                   | Табагуа — Теэ           |
| «Т»                   | Тивирикина — Тощевикова |
| «Т»                   | Травкин — Тяпкина       |